# Качський Ранн
Качський Ранн — солончаки на заході Індії (штат Гуджарат) та Пакистані на півдні Сінду. Має поділ на дві основні частини: Великий Качський Ранн (північна частина) та Малий Качський Ранн (південно-східна частина).

## Географія
Качський Ранн знаходиться у біогеографічній зоні пустелі Тар в індійському штаті Гуджарат, з деякими частинами у пакистанській провінції Сінд. Це сезонний болотистий регіон, слово Ранн означає «солоне болото», що чергується з піднесеними шматками землі, де росте рослинність. Цей терен є частиною дельта річки Інд.
Катч — назва району в Гуджараті, де знаходиться цей регіон. Болото займає площу близько 10 000 квадратних миль і розташоване між затокою Кач і гирлом річки Інд на півдні Пакистану. Багато річок, розташованих у Раджастані та Гуджараті, впадають у Ранн Катч. Це Луні, Бхукі, Бхуруд, Нара, Харод, Банас, Сарасвати, Рупен, Бамбхан і Маччу.
Площа становить близько 20 тис. км². висота — переважно до 200 м над рівнем моря, окремі височини досягають 465 м. Під час літніх мусонів затоплюється морською водою, а також водами річок Банас, Луні тощо.
Раніше це була морська затока, яка стала суходолом в результаті тектонічних процесів.